# Rodney Carney
Pour les articles homonymes, voir Carney.
Rodney Carney, né le 15 avril 1984 à Memphis (Tennessee), aux États-Unis, est un joueur américain de basket-ball. Il évolue au poste d'ailier.